# Хиль Эйснер, Фернандо Мигель
Фернандо Мигель Хиль Эйснер (исп. Fernando Miguel Gil Eisner; 8 мая 1953, Монтевидео, Уругвай — 17 января 2020, Сальто, Уругвай) — уругвайский римско-католический религиозный деятель SJ, епископ Сальто (24.07.2018 — 17.01.2020).

## Биография
В 1966 году его семья поселилась в Аргентине.
В 1986 году окончил богословский факультет Аргентинского католического университета, три года спустя получил докторскую степень по специальности история церкви в Григорианском университете Рима.
25 марта 1983 года был рукоположён в священники в Буэнос-Айресе. Служил викарием прихода Сан-Хосе-де-Морено, в который в то время входили нынешние приходы Марии Мадре де Диос, Марии Ауксилиадора и Сан-Хосе. В разное время был приходским администратором этих приходов, приходским священником Богоматери Розария Фатимы в Мерло и приходским священником прихода Марии Ауксилиадора в Морено. Был директором катехизической семинарии «Сан Хуан Диего», членом пресвитерального совета, Коллегии советников и постоянной группы формирования епархии, членом и советником духовного движения «Соледад Мариана» с момента его зарождения (с 1976 до 2018 года). Он также был духовным руководителем семинарии Морон.
24 июля 2018 года Папа римский Франциск назначил его епископом Сальто.
С апреля 2019 года был президентом Департамента катехизации и членом Епископальной комиссии Епископальной конференции Уругвая.
Умер от неизлечимой болезни, диагностированной в 2019 году.